# 三好学
三好 学（みよし まなぶ、1862年1月4日（文久元年12月5日） - 1939年（昭和14年）5月11日）は、明治・大正・昭和時代の植物学者。学位は、理学博士。日本の植物学の基礎を築いた人物の一人である。特に桜とハナショウブの研究に関しての第一人者として知られ、殊に桜博士とも呼ばれた。また、天然記念物の概念を日本に広めた先駆者であり、希少植物の保存活動に尽力した。

## 来歴・人物
文久元年（1862年）、美濃国岩村藩士の次子として同藩江戸藩邸に生まれる。出生後は岩村で幼年期を過ごした。11歳の時に父が没したため、越前国坂井郡の浄土宗西光寺の住職の伯父に引き取られてそこで学んだ。明治9年（1876年）にのちの石川県第三師範学校に入学して、明治11年（1878年）に同校を卒業した。卒業後は岐阜県へと戻り土岐学校（現・瑞浪市立土岐小学校）の教員及び校長を務めた。学は自身の授業内容を詳細に記した「授業日誌」ならびに教科書を著作した。これらは当時の教育の詳細を知り得る貴重な史料となっている。
1889年（明治22年）東京帝国大学理学部生物学科を卒業し、大学院在学中の1891年（明治22年）にドイツに留学し、ライプチヒ大学でベッファーに植物生理学を学んだ。
帰国後の1895年（明治28年）5月に帝国大学教授に就任。理学博士になる。
植物学の研究を続け、東京帝国大学教授時代の論文は100編以上、その著書も100冊以上といわれている。日本に「記念物（デンクマール、denkmal ）」の概念を広めた人物である。
1920年（大正9年）には帝国学士院会員となり、1923年（大正12年）には東京帝国大学名誉教授となる。1918年に徳川義親により設立された徳川生物学研究所の評議員を務めた。
終生植物研究を続け、桜、ハナショウブの研究、及び天然記念物保存事業に力を注いだ。
地理学者の辻村太郎が、1937年に著した『景観地理学講話』の中で「景観」という言葉を生み出した人物としてとりあげている。

## 桜の会
桜の名所の衰退を案じ、その愛護に取り組むために1918年に「櫻の會」が結成され、機関誌『櫻』を同年から1943年まで23冊刊行した。三好は、阪谷芳郎、山本直良、林愛作、井下清らとともにその中心人物の一人で、会の顧問、副会頭など、ほぼ全期にわたって役員を務め、会誌への執筆記事も最多を数えた。会員も華族、実業家、研究者、行政職員、文筆家、画家など多彩で、学術、技術、芸術など様々な分野から桜の愛護に取り組んだ。サクラ類を専門に扱った機関誌『櫻』は、当時の桜管理の技術や見解を考察できる貴重な資料となっている。

## 栄典
位階
- 1899年（明治32年）12月20日 - 正六位[7]
- 1915年（大正4年）1月11日 - 正四位[8]
- 1924年（大正13年）4月15日 - 正三位[9]

勲章等
- 1906年（明治39年）12月27日 - 勲四等瑞宝章[10]
- 1910年（明治43年）12月26日 - 勲三等瑞宝章[11]
- 1917年（大正6年）12月24日 - 勲二等瑞宝章[12]

## 著作物

### 著書
- 植物自然分科一覧表 丸善 1888.7 NDLJP:832487
- 隠花植物解説 進成社 1889.3 NDLJP:832351
- 隠花植物大意 敬業社 1889.7 NDLJP:832352
- 植物学教科書 敬業社 1890 上 下
- 欧州植物学輓近之進歩 敬業社 1895.10 NDLJP:832354
- 植物学講義 冨山房 1899.5 NDLJP:832441
- 実験植物学 冨山房 1902.2 NDLJP:832392
- 植物界の話 開成館 1902.10 (学芸叢談) NDLJP:832415
- 植物生態美観 冨山房 1902.11 NDLJP:832507
- 植物之感覚 冨山房 1903.4 (博物叢書) NDLJP:832517
- 植物社会 冨山房 1903.10 (博物叢書) NDLJP:832496
- 植物学叢話 博文館 1907.5 (学芸叢書) NDLJP:832457
- 普通植物生態学 成美堂 1908.4 NDLJP:832623
- 印度馬来熱帯植物奇観 冨山房 1908.5 NDLJP:832353
- 日本之植物界 丸善 1910.1 NDLJP:832595
- 日本植物景観 第1-15集 丸善 1905-1914 NDLJP:936654
- 欧米植物観察 冨山房 1914 NDLJP:980996
- 天然記念物 冨山房 1915 NDLJP:953839
- 人生植物学 大倉書店 1918 NDLJP:956604
- 桜花図譜 芸艸堂 1921 上 下
- 桜花概説 芸艸堂 1921 NDLJP:1885045
- 花菖蒲図譜 芸艸堂 1922 1,2,3,4,解説
- 天然紀念物解説 冨山房 1926 NDLJP:1020211
- 小金井桜花図説 第1輯 東京市 1927 NDLJP:1119947
- 小金井桜花図説 第2輯 東京市 1928 NDLJP:1911279
- 最新植物学 冨山房 1931 上,中,下
- 日本巨樹名木図説 刀江書院 1936 NDLJP:1851094
- 学軒集 随筆 岩波書店 1938 NDLJP:1239098
- 桜 冨山房 1938 NDLJP:1239318

### 訳書
- 生物学 ハックスレー 金港堂 1890.12 NDLJP:832221